# 愛の光 (アリスの曲)
「愛の光（あいのひかり）は、アリスの3枚目のシングル。1973年7月5日に東芝EMIから発売された。

## 解説
初回プレスは東芝EMIが当時導入していたエバー・クリーン・レコード（赤盤）仕様。
シングルバージョンとアルバムバージョンでアレンジが異なる。
2020年10月28日にMEG-CD仕様で再発された。

## 収録曲
全曲作詞：谷村新司　編曲：アリス

### SIDE 1
1. 愛の光
  - 作曲：谷村新司

### SIDE 2
1. 帰り道
  - 作曲：堀内孝雄／ストリングス編曲：青木望